# 1972 Stock
1972 Stock — тип подвижного состава для станций глубокого заложения Лондонского метрополитена. Работал на Юбилейной и Северной линиях и эксплуатируется на линии Бейкерлоо. Как и все остальные вагоны, предназначенные для работы на линиях глубокого заложения в Лондоне, обладает округлым дизайном, максимально использующим габарит тоннеля. Главной отличительной характеристикой для поездов Лондонского метро является способность преодолевать тоннели диаметром 13 футов (около 4 м, точные диаметры тоннелей на разных линиях могут отличаться). Поезда серии 1972 года были построены компанией Metro-Cammell и введены в эксплуатацию 26 июня 1972 года. Их внешний дизайн схож с поездами 1967 Stock, эксплуатирующиеся на линии Виктория. Изначально проектировались для восполнения дефицита поездов 1959 Stock, которые эксплуатировались на Северной линии (Mark 1), однако с 1977 года и по настоящее время используются на линии Бейкерлоо (Mark 2). После вывода из эксплуатации электропоездов British Rail класса 483 в 2021 году поезда этой серии являются старейшими электропоездами, используемыми для пассажирских перевозок в Великобритании. Всего двумя отдельными партиями (Mark 1 и Mark 2) было построено 63 семивагонных поезда.

## История
В связи со сжатыми сроками поставок поездов 1972 Stock, времени на разработку их дизайна не оставалось, в результате чего за основу были взяли поезда 1967 Stock, эксплуатировавшиеся на линии «Виктория». Однако несмотря на практически идентичный внешний вид, поезда 1972 Stock были несовместимы с поездами 1972 Stock (впоследствии некоторые[какие?] поезда 1972 Stock были адаптированы для работы с поездами 1967 Stock на линии «Виктория»). Их отличие заключалось в отсутствии системы автоведения на поездах 1972 Stock, в устаревшей системе управления дверьми проводником из хвостового вагона, а партии Mark 1 и Mark 2 были изначально несовместимы из-за различной коммутации соединительных проводов.
Весь парк 1972 Stock был капитально отремонтирован с 1991 по 1995 год компанией Tickford на заводе Rosyth Dockyard. С 2016 по 2018 год парк вновь был отремонтирован на заводе Acton Works с продлением срока эксплуатации до предполагаемого их списания в 2035 году. При этом, в результате особенностей доставки составов на завод, была изменена традиционная для метрополитена Лондона ориентация головных вагонов DM разных типов («A» и «D») на зеркальную. Таким образом, по линии «Бейкерлоо» на северо-запад курсируют головные вагоны DM типа «D», а на юго-восток — типа «A». Составы получили обозначение British Rail Class 499/2.

## Составность
Всего производилось четыре типа вагонов, один из которых выпускался в двух вариантах:
- Головной моторный вагон (англ. Driving Motor, DM).
  - «A» DM — головные вагоны, ориентация на север/запад[Комм. 1]
  - «D» DM — хвостовые вагоны, ориентация на юг/восток[Комм. 1].
- Промежуточный моторный (англ. Uncoupling Non-Driving-Motors, UNDM), без кабины управления движением и дверьми.
- Промежуточный прицепной вагон (англ. Trailer, T), без двигателей и органов управления.

Минимальное число вагонов в составе поезда — два (только головные вагоны), максимальное — семь (два головных и пять промежуточных).

### Формирование
С учётом особенностей Северной линии, состав формируется из двух секций, сцепленных по системе многих единиц: четырёх вагонной с двумя головными вагонами DM разных типов и трёх вагонной (UNDM—T—DM), которую технически возможно прицепить к любому хвосту четырёх вагонной секции. Также, в случае аварии, трёх вагонную секцию можно отцепить от работоспособной четырёх вагонной с продолжением маршрутного движения последней. Составность поездов из семи вагонов выглядит так (в скобках указаны заводские номера вагонов):

## Иллюстрации

Вагон метро 1972 серии
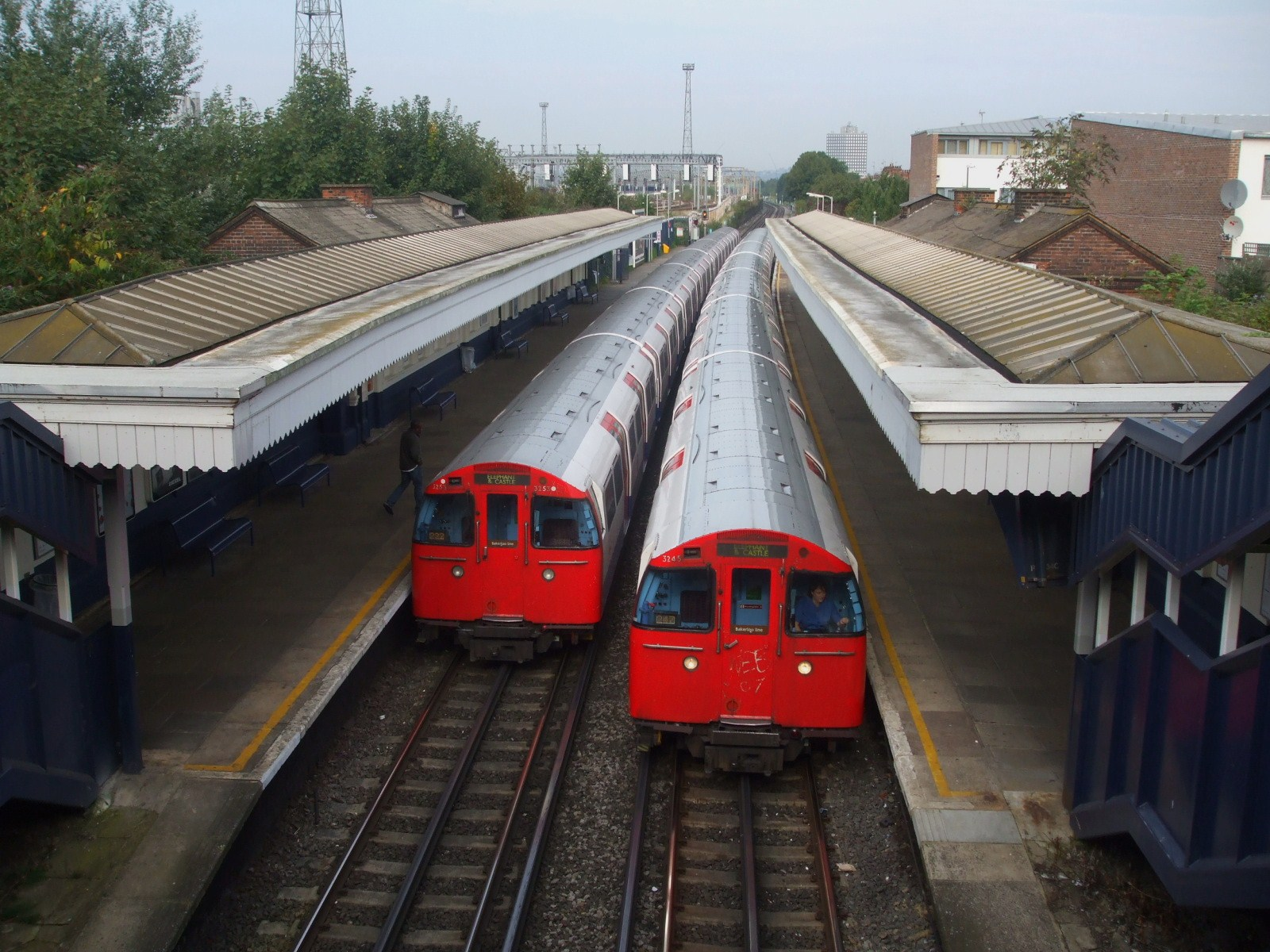
На станции «Харлисден»
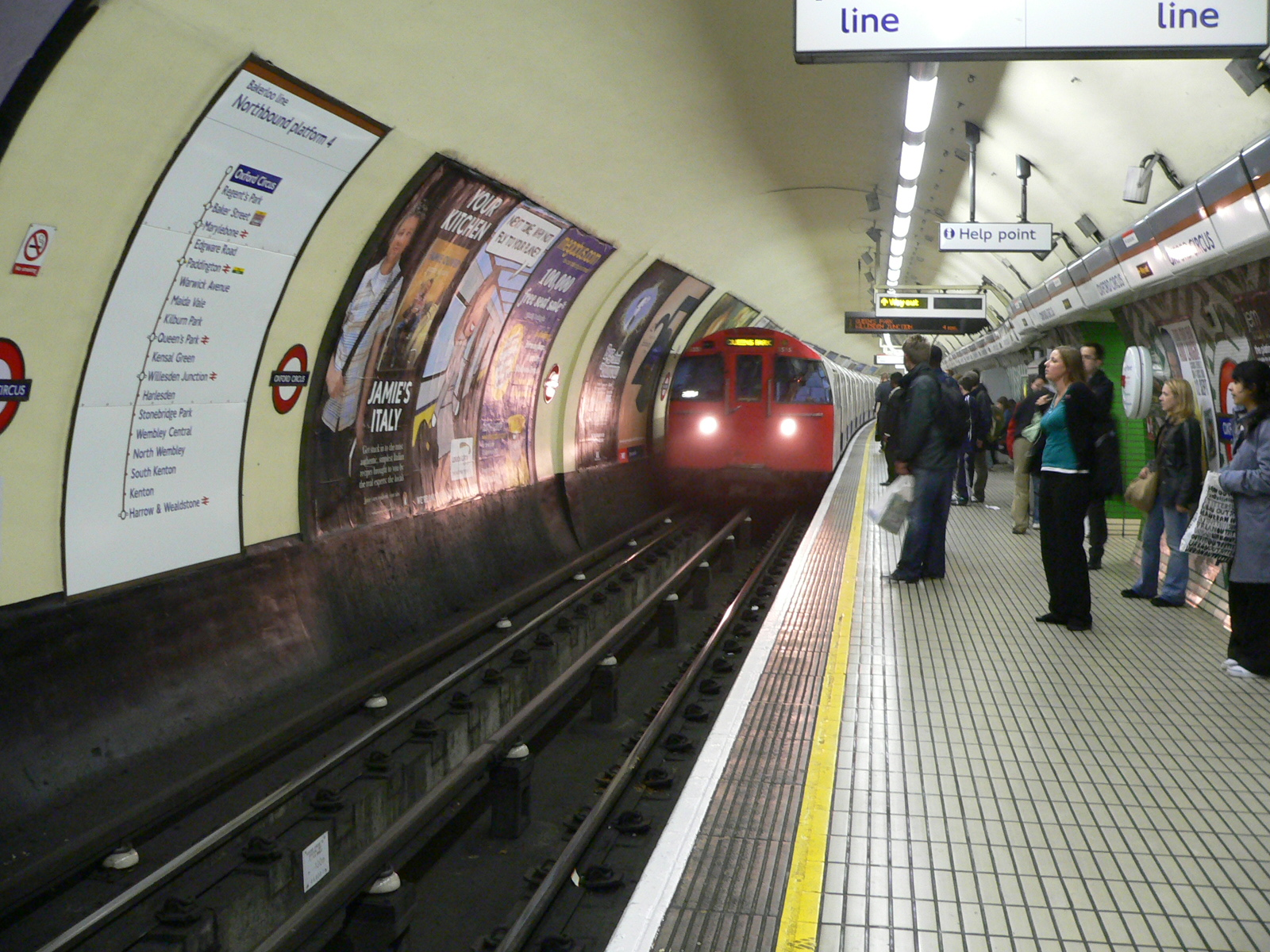
На станции «Оксфордская площадь»
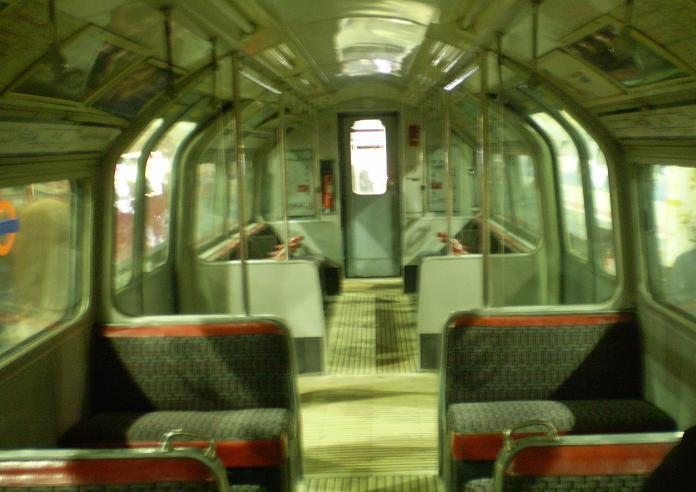
Интерьер вагона 1972 mk 1 серии
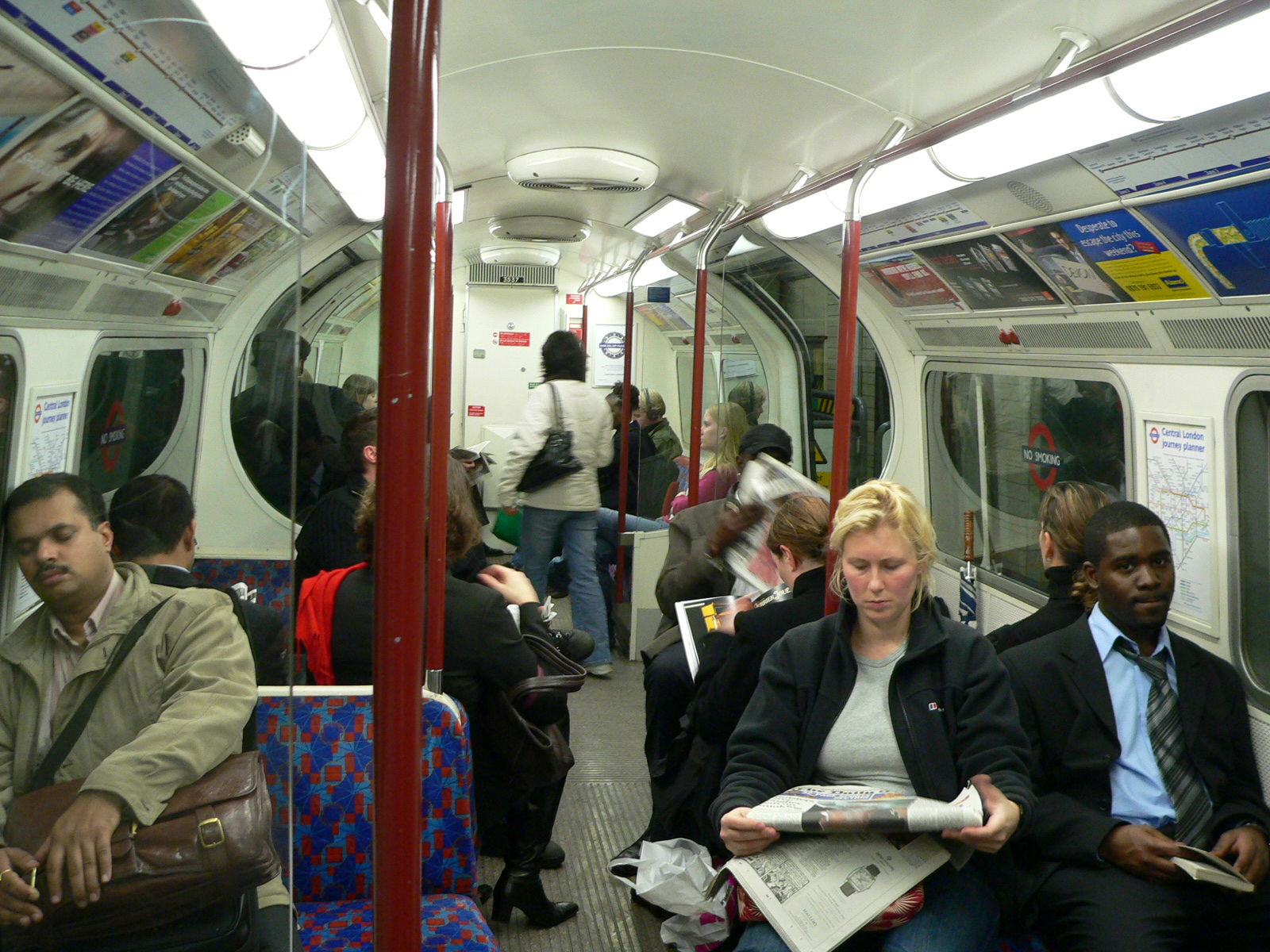
Интерьер вагона 1972 mk 2 серии

## Комментарии
1. 1 2 3  После ремонта на заводе Acton Works составы линии «Бейкерлоо» оказались развёрнуты на 180 градусов, что привело к нетипичной для лондонского метро зеркальной компоновке типов головных моторных вагонов DM «A» и «D»[2].